# Heliconia bourgaeana
Heliconia bourgaeana är en enhjärtbladig växtart som beskrevs av Otto Georg Petersen. Heliconia bourgaeana ingår i släktet Heliconia och familjen Heliconiaceae. Inga underarter finns listade.

## Bildgalleri

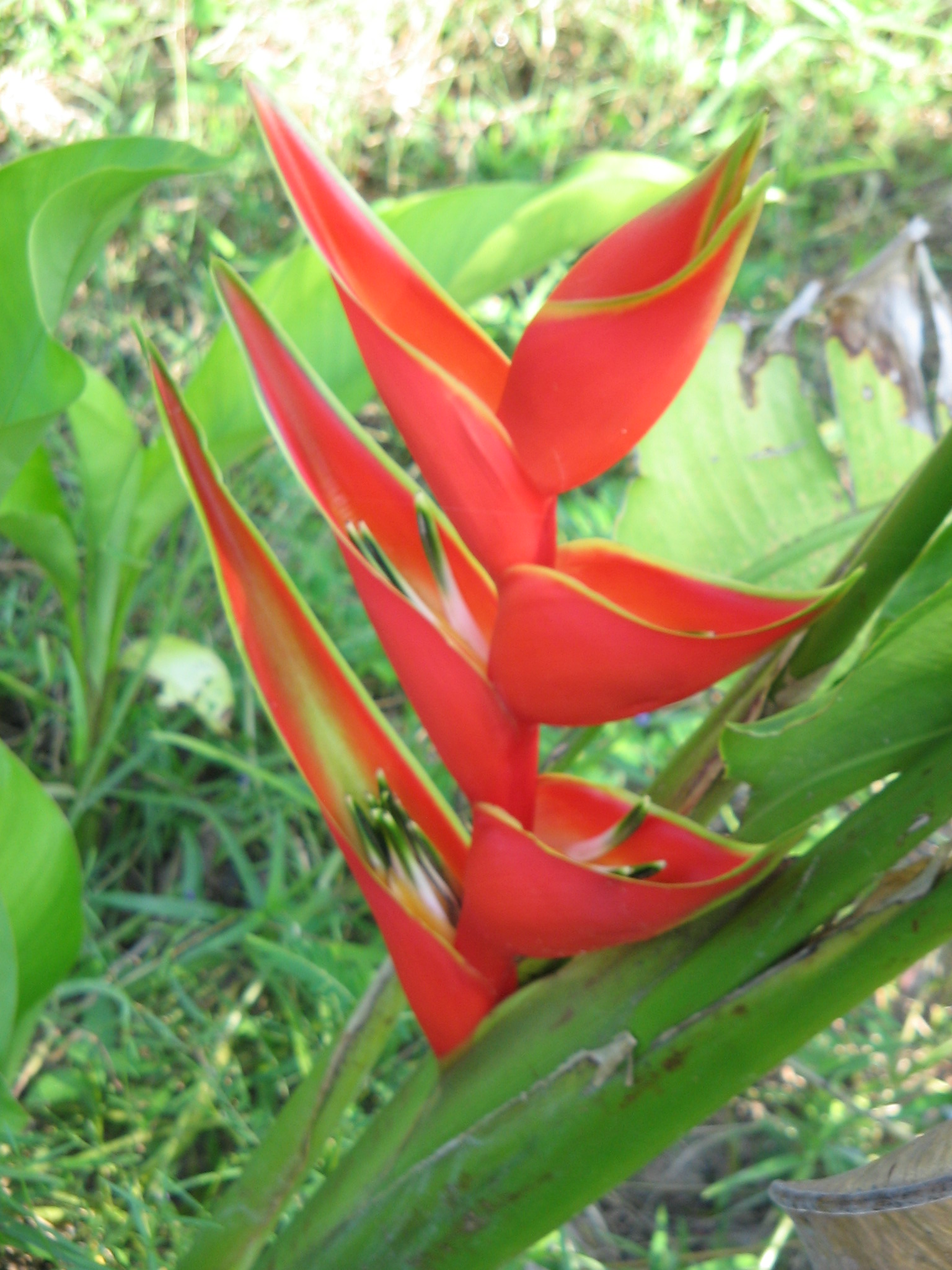